# Midi Libre
Midi Libre – francuski dziennik lokalny należący do grupy Le Monde, wydawany w regionie Langwedocja-Roussillon.

## Historia
Dziennik został założony w 1944 roku, wraz z wyzwoleniem Francji przez wojska alianckie i zakończaniem okupacji przez siły niemieckie. Jednym z założycieli dziennika był Jean Bène, działacz ruchu oporu oraz późniejszy polityk.
Siedziba dziennika znajduje się w mieście Saint-Jean-de-Védas, na obrzeżach Montpellier. Redaktorem naczelnym gazety jest Philippe Palap.
Z nakładem wynoszącym 170 000 egzemplarzy dziennie, Midi Libre jest jedną z najbardziej poczytnych gazet w regionie.

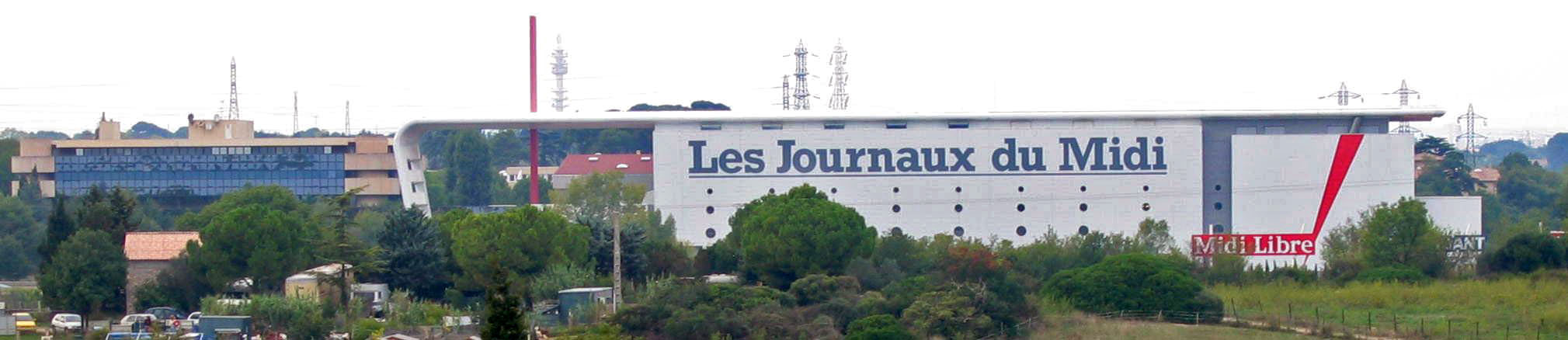
Widok na siedzibę redakcyjną Midi Libre w Saint-Jean-de-Védas